# Линдстрём, Арвид Мауриц
Арвид Мауриц Линдстрём (швед. Arvid Mauritz Lindström; 26 апреля 1849, Вестманланд — 11 декабря 1923, Стокгольм) — шведский художник-пейзажист.

## Биография
Будущий художник родился в Вестманланде в семье Пера Фредрика Линдстрёма и его жены Хедвиги, урождённой Рингстрём. Учился в Шведской королевской академии художеств в Стокгольме в 1869–1872 годах, после чего отправился в Мюнхен и Париж, чтобы продолжить своё образование. В 1877 году Линдстрём стал членом-корреспондентом Шведской академии художеств. На протяжении 1880-х годов он жил в Лондоне, после чего вернулся в Швецию.
Линдстрём был автором многочисленных пейзажей, достаточно новаторских для своего времени, которые сегодня, однако, могут рассматриваться как образцы классического пейзажа, напоминающие работы И. И. Шишкина, В. Мораса или П. Мёнстеда. Несколько работ Линдстрёма хранятся в коллекции Национального музея Швеции, Стокгольм. При жизни художник пользовался известностью и коммерческим успехом. Однако, сегодня, на волне всеобщего интереса к так называемому современному искусству, пейзажи Линдстрёма зачастую стали рассматриваться, как художественно слишком консервативные.

## Галерея

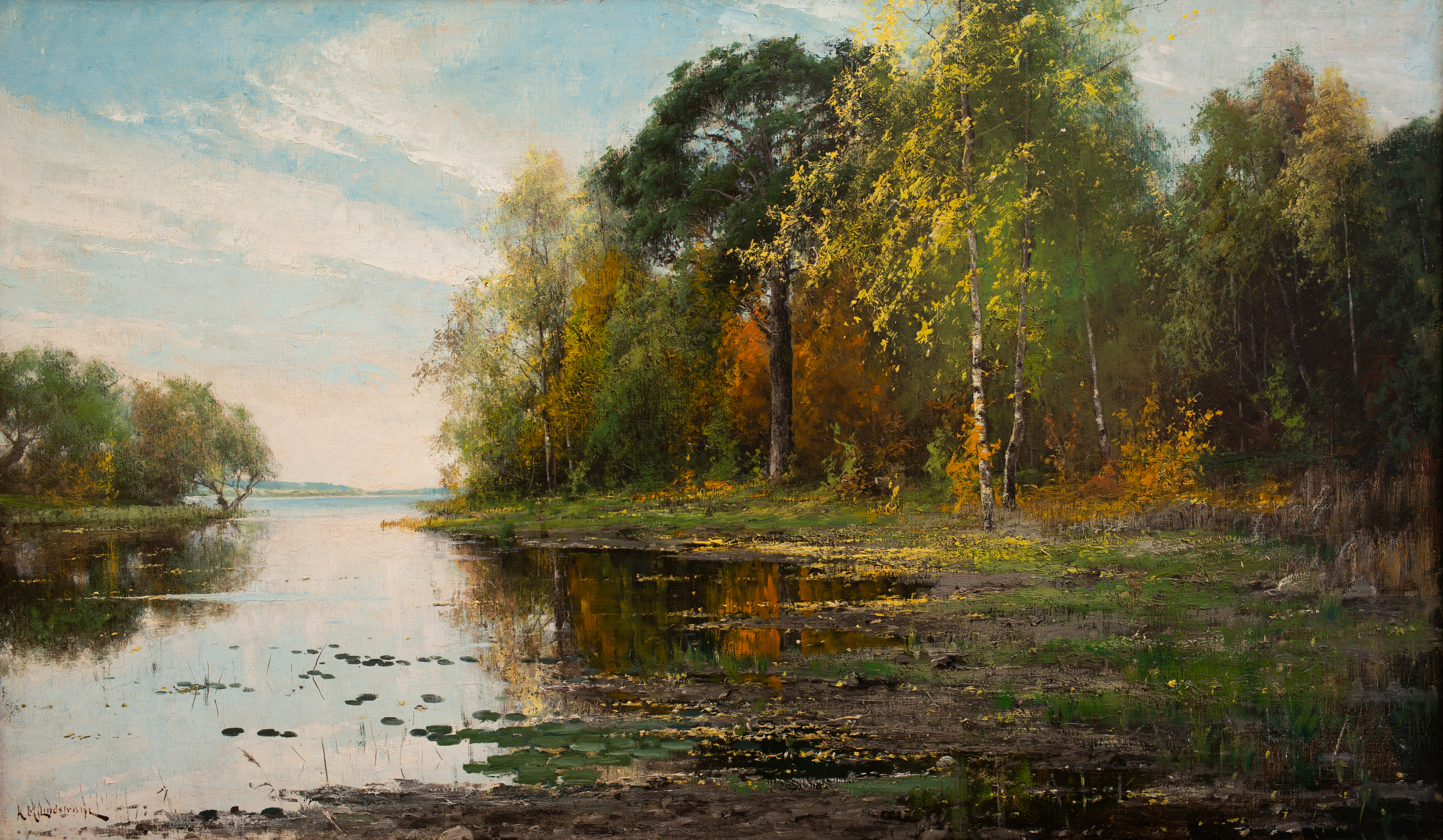
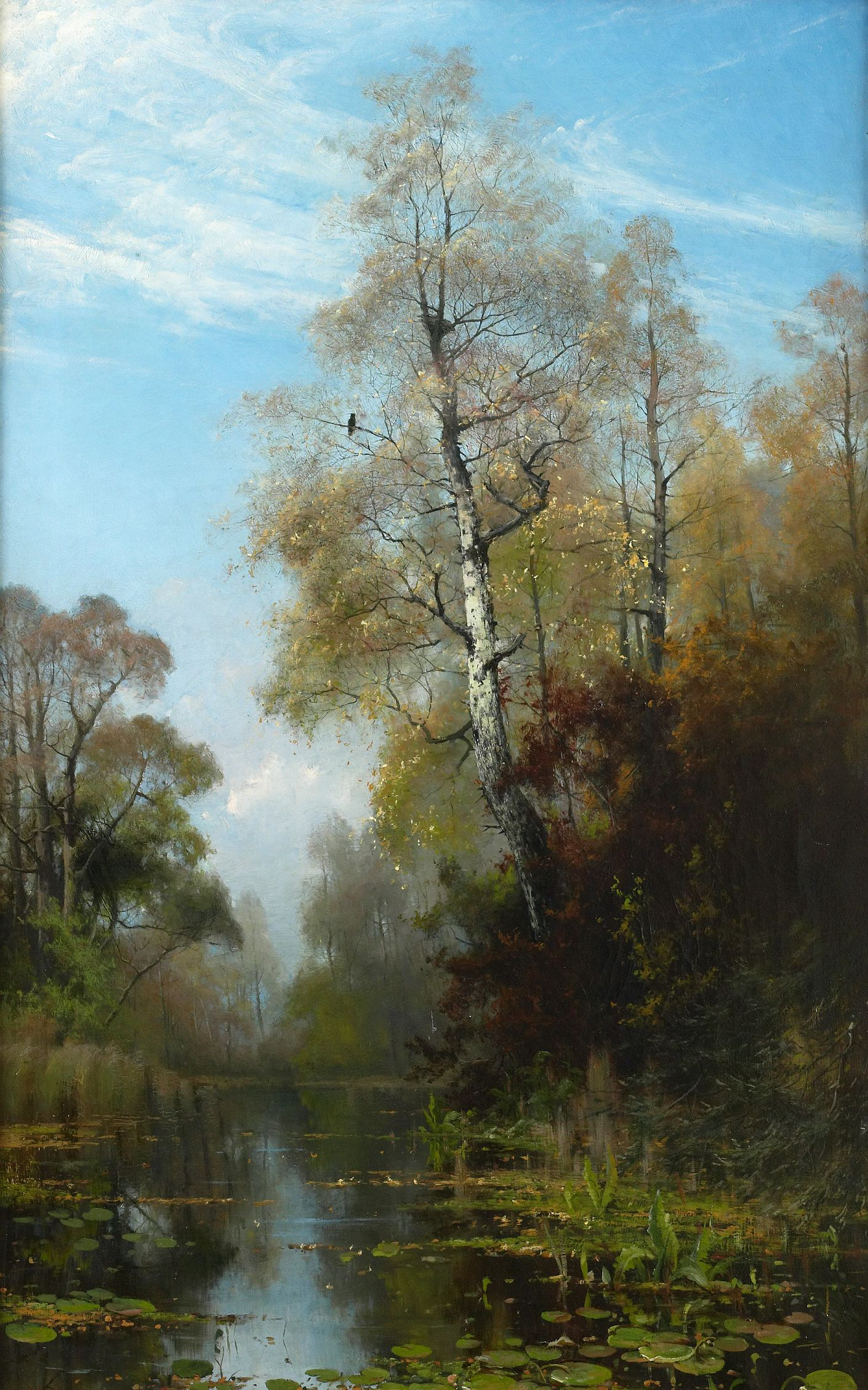
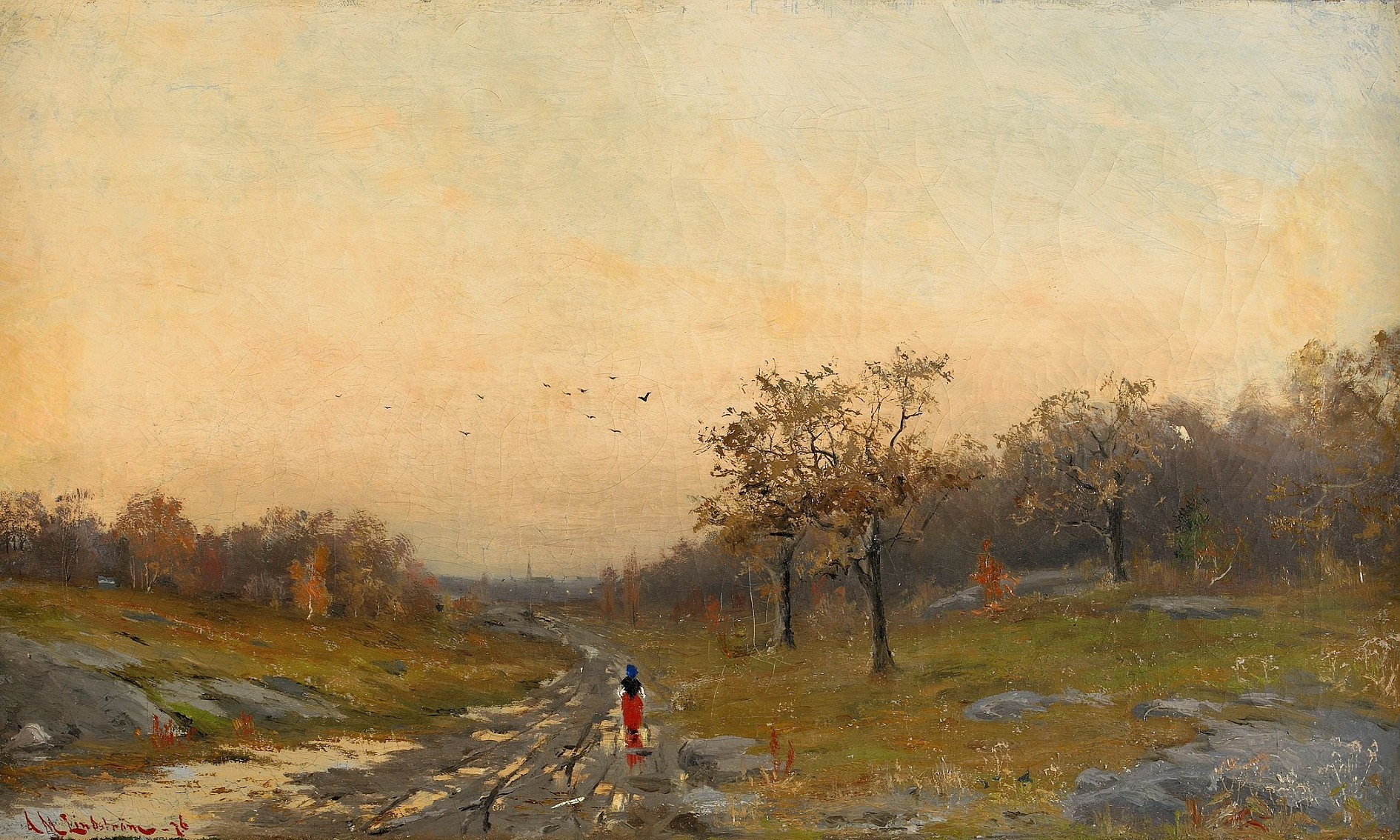
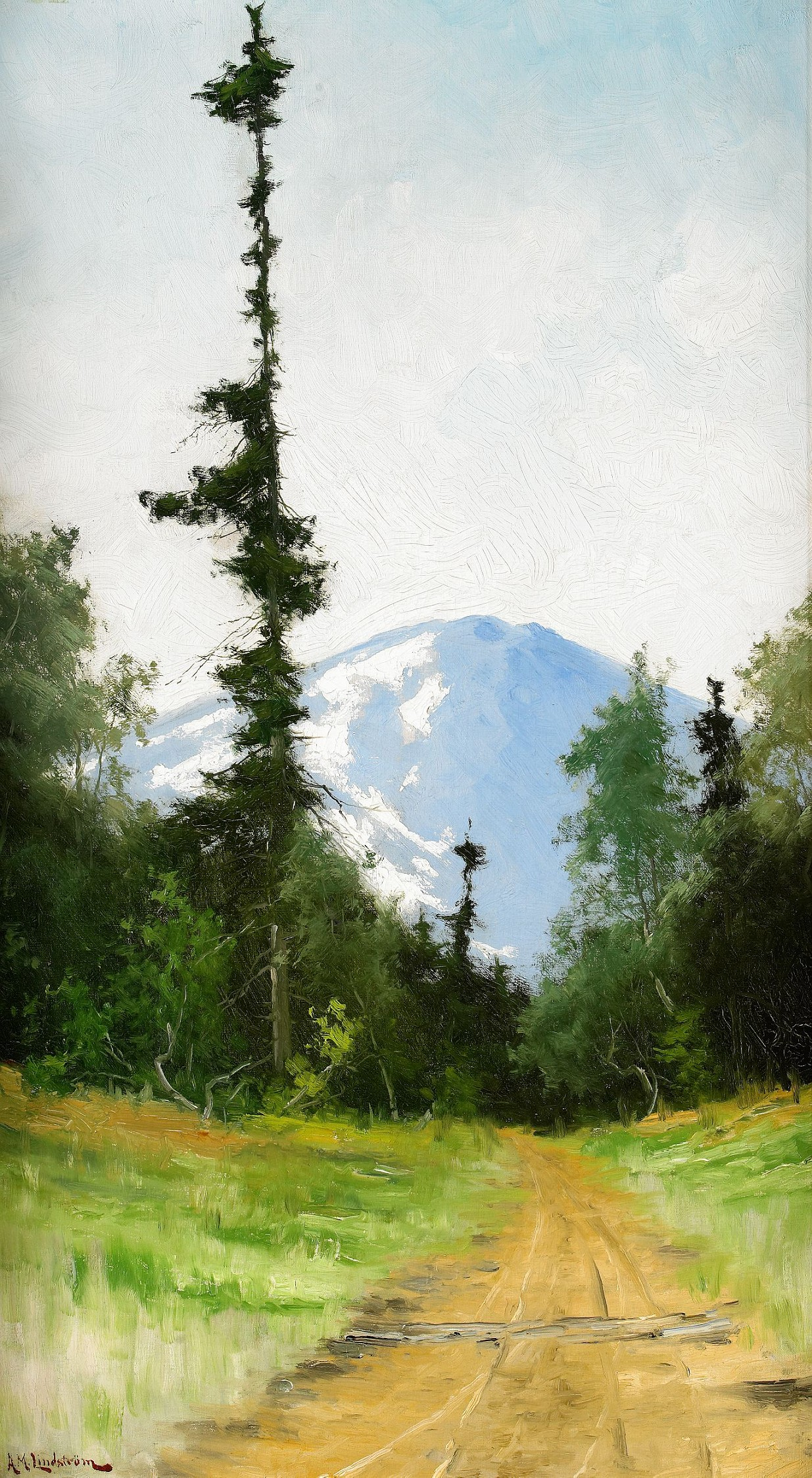
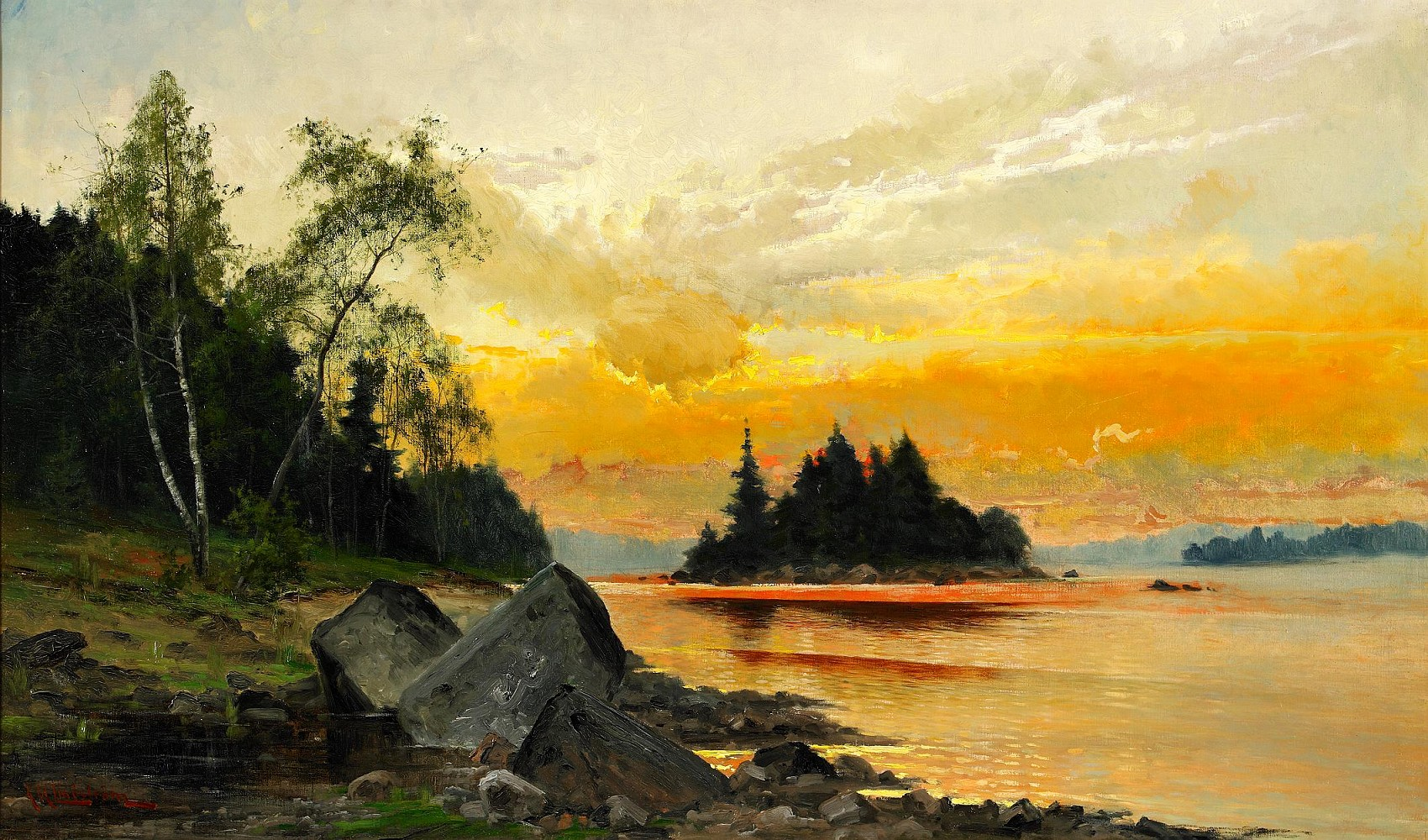
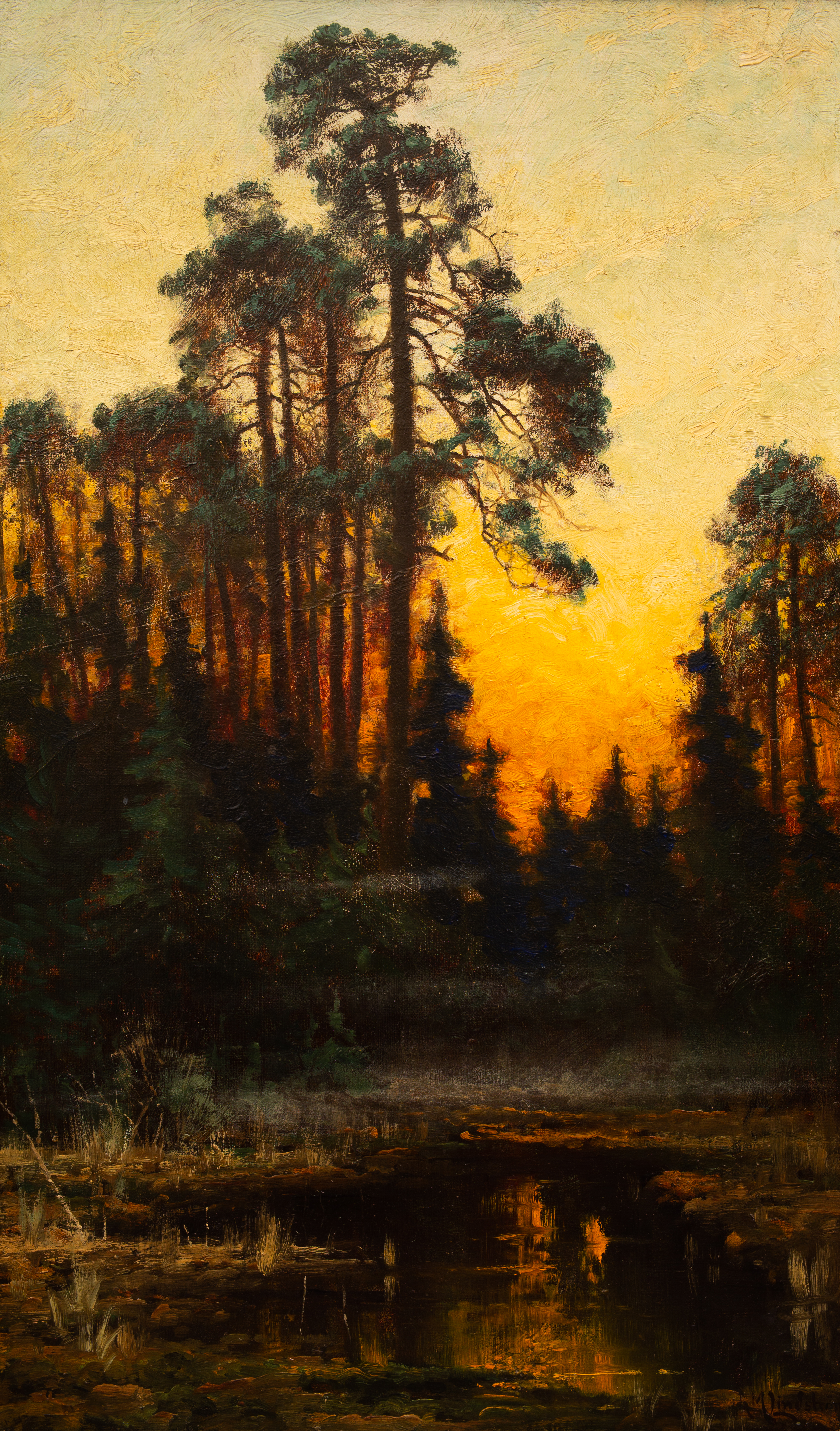
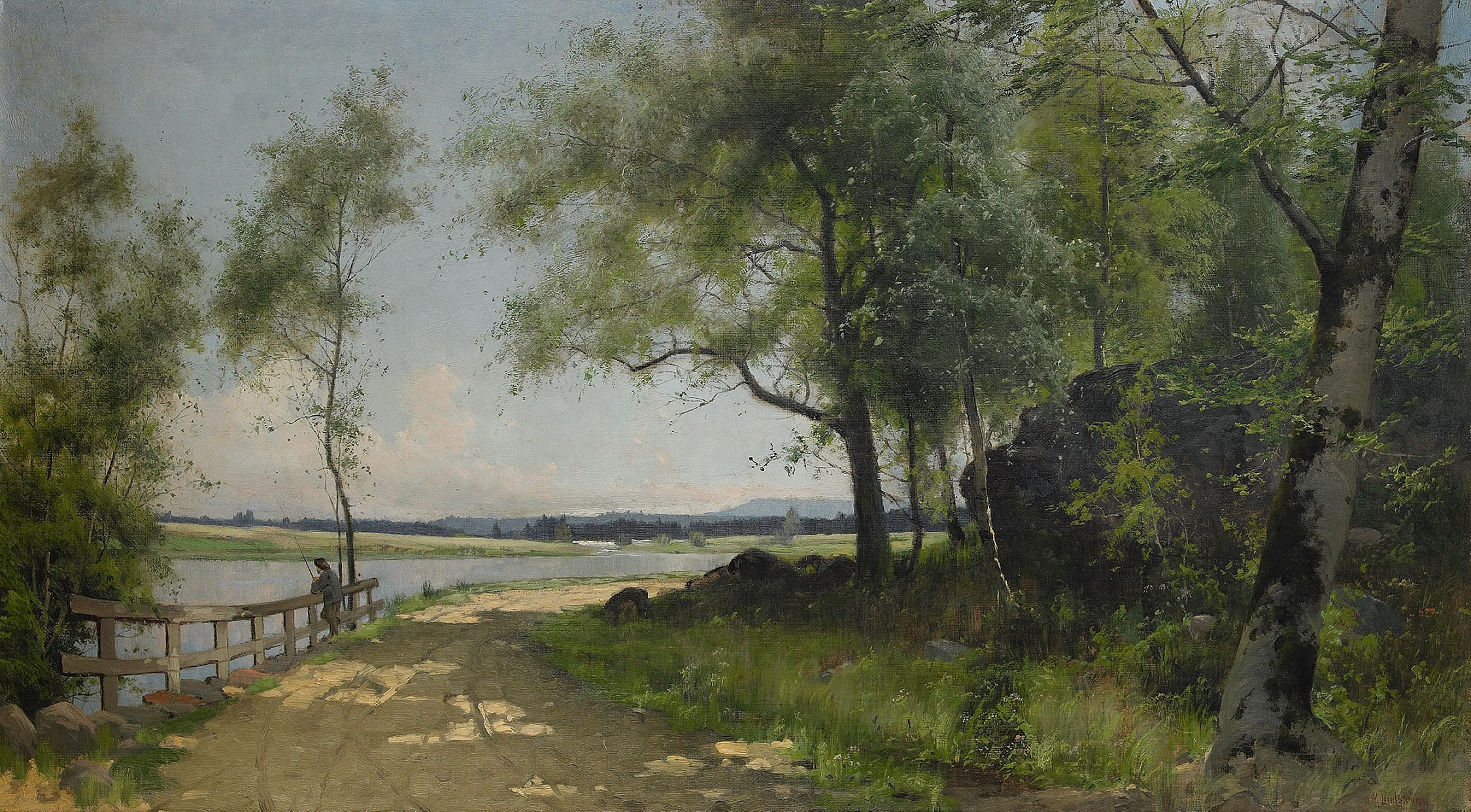
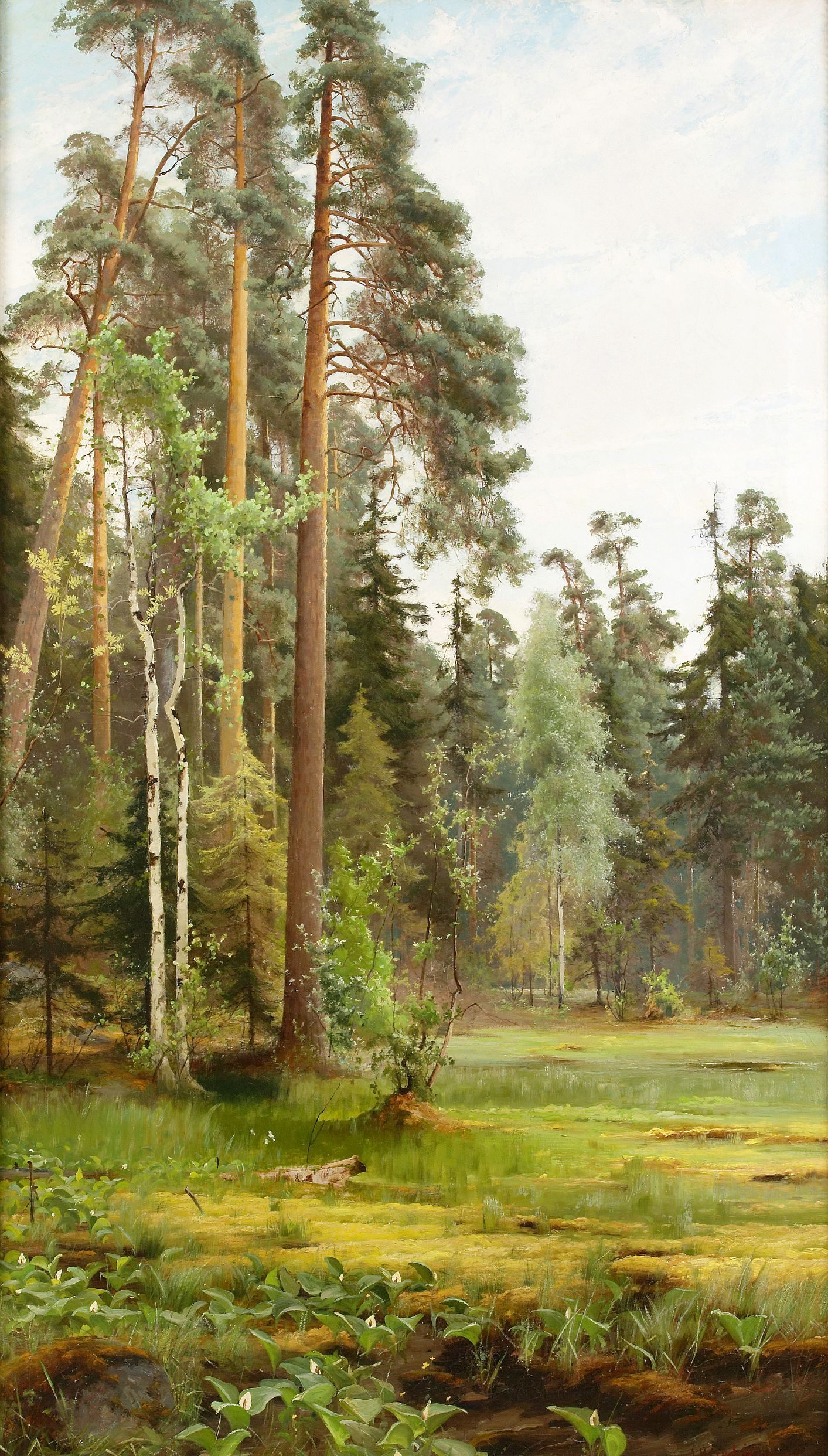
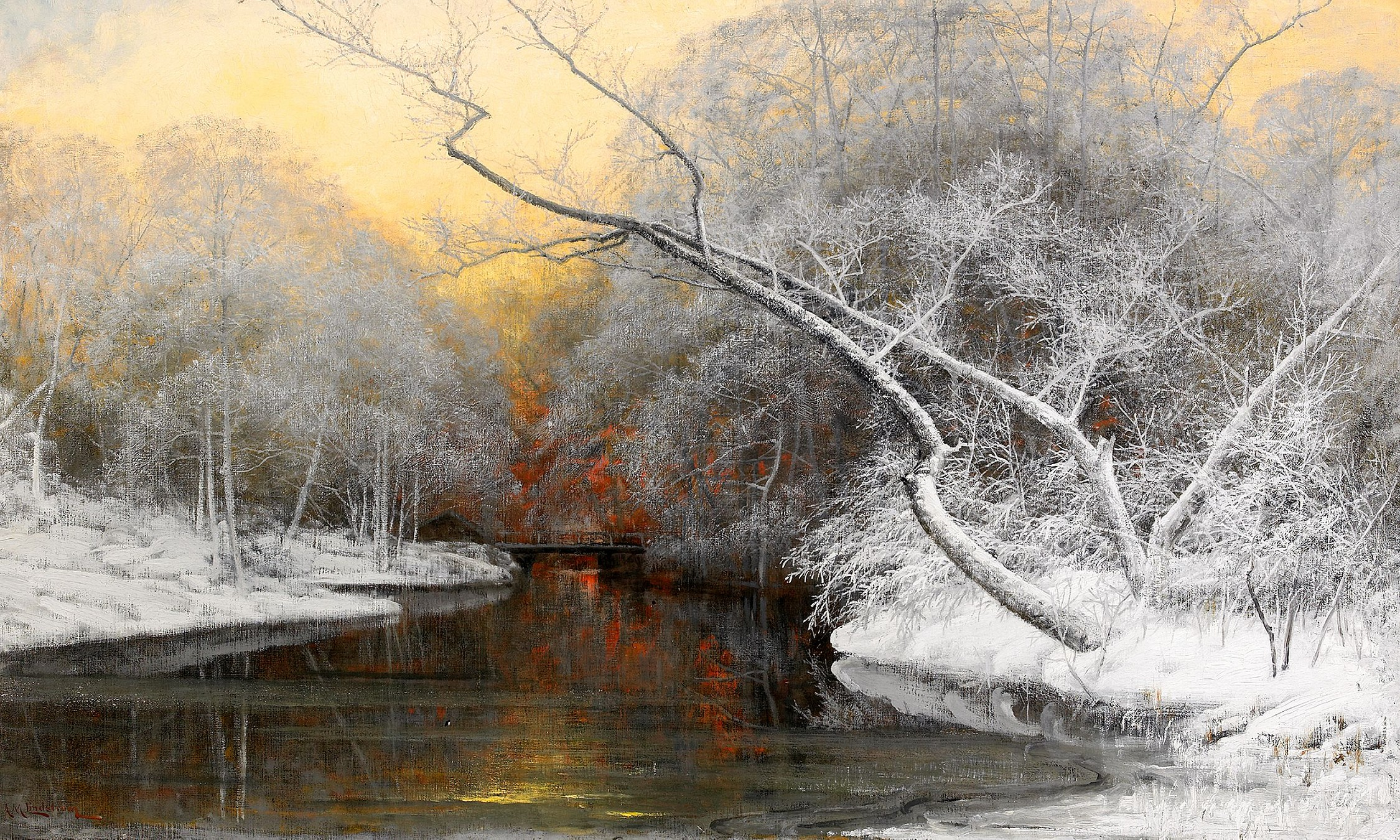
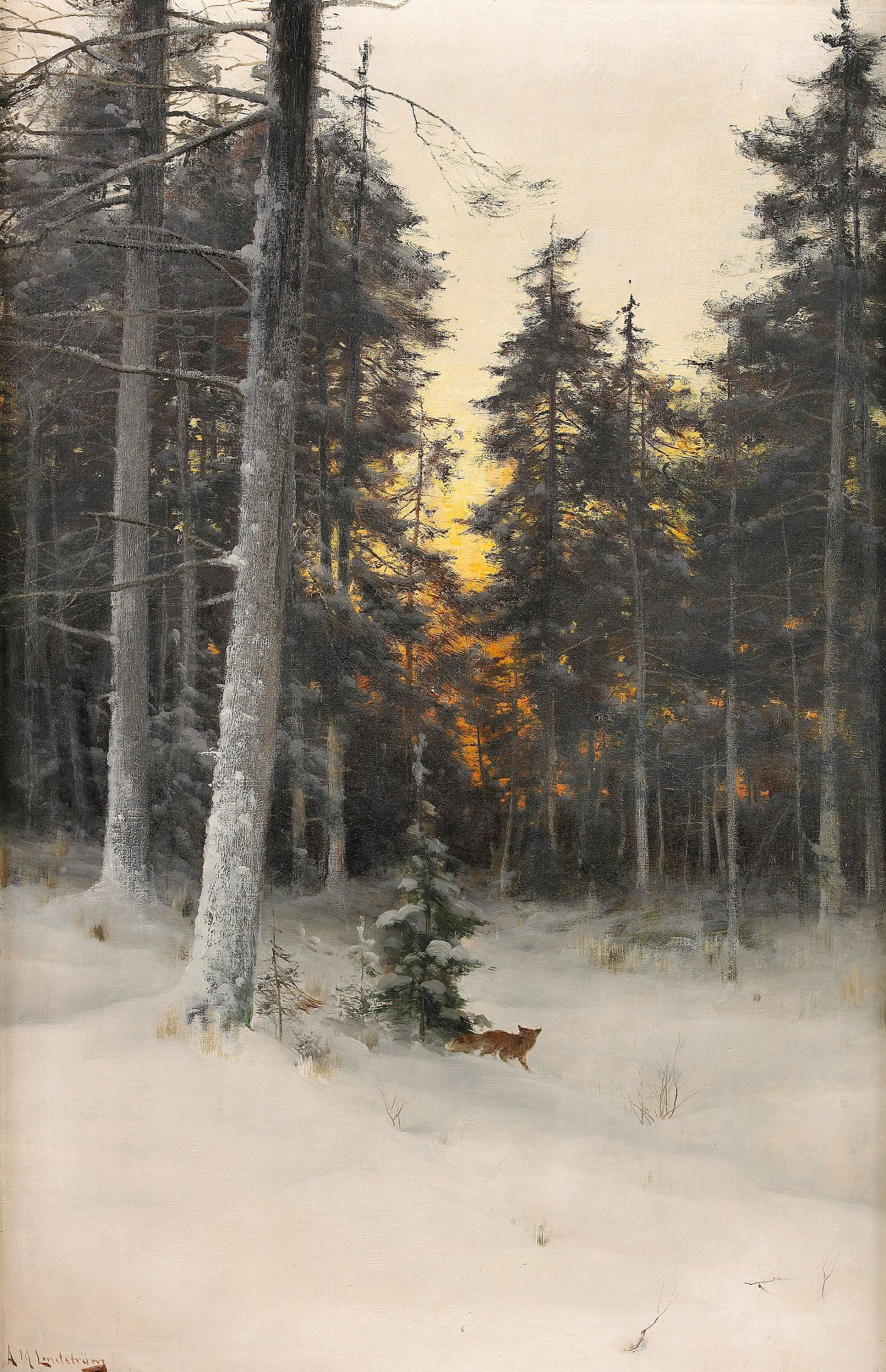